# Notre-Dame-du-Cruet
Notre-Dame-du-Cruet è un comune francese di 193 abitanti situato nel dipartimento della Savoia della regione dell'Alvernia-Rodano-Alpi.

## Società

### Evoluzione demografica
Abitanti censiti